# NGC 1961
إن جي سي 1961 في علم الفلك (بالإنجليزية: NGC 1961 ) هي مجرة حلزونية ضلعية من التصنيف SAB(rs)c ، وترى في اتجاه كوكبة الزرافة في نصف القبة السماوية الشمالية. تبعد مجرة إن جي سي 1961 عنا نحو 170 سنة ضوئية.
تتخلل مجرة إن جي سي 1961 مناطق عديدة تنشأ فيها نجوم جديدة ؛ كما أن أذرعتها المجرية ليست منتظمة ويثوبها التشوه. يبلغ قطر مجرة إن جي سي 1961 نحو 220.000 سنة ضوئية ؛ معنى ذلك أنها أكبر من مجرتنا - مجرة درب التبانة - بكثير، فقطر مجرتنا نحو 110.000 سنة ضوئية فقط.
سبب التشوه غير معروف، فلم يكتشف بحانبها مجرة أخرى ولا يظهر أن مجرة أخرى قد اندمجت فيها.
يتفرع منها ذراعان من الجهة الشمالية للمجرة.
كما اكتشفت لها هالة تشع أشعة إكس ، وعلى الأخص حول ذراعيها. NGC 1961 هي عضو من ضمن عنقود مجرات يتكون من 9 مجرات .
اكتشف العالم الفلكي الألماني البريطاني ويليام هيرشل تلك المجرة في يوم 3 ديسمبر 1788.

## صور أخرى

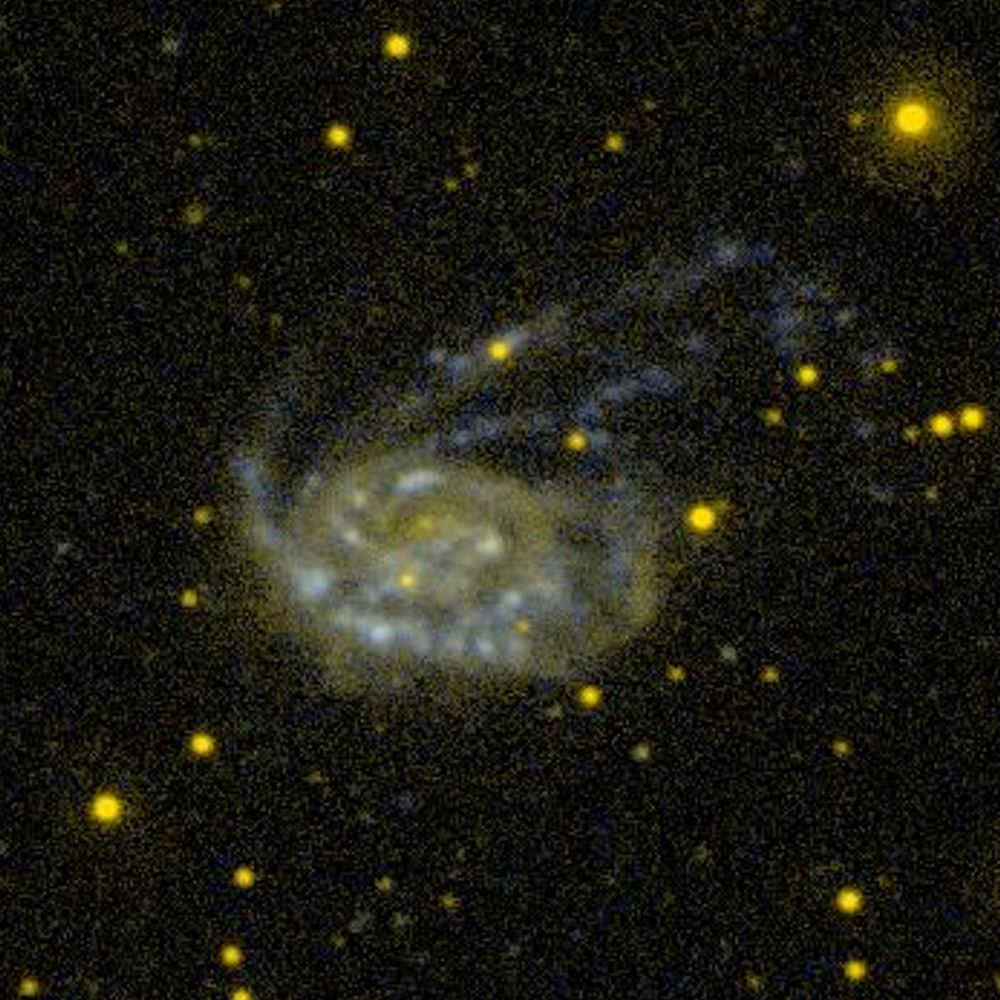
NGC 1961 by مستكشف تطور المجرات
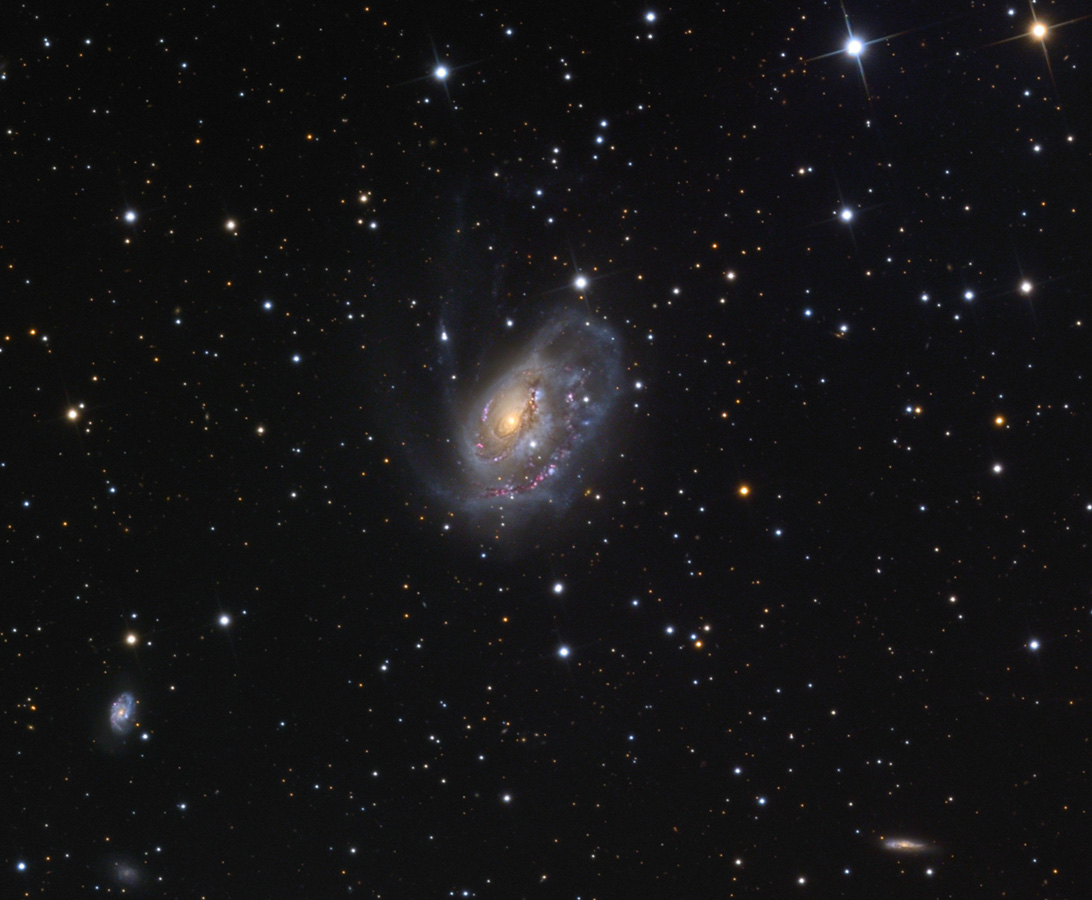
NGC 1961 صورة من مرصد مونت ليمون
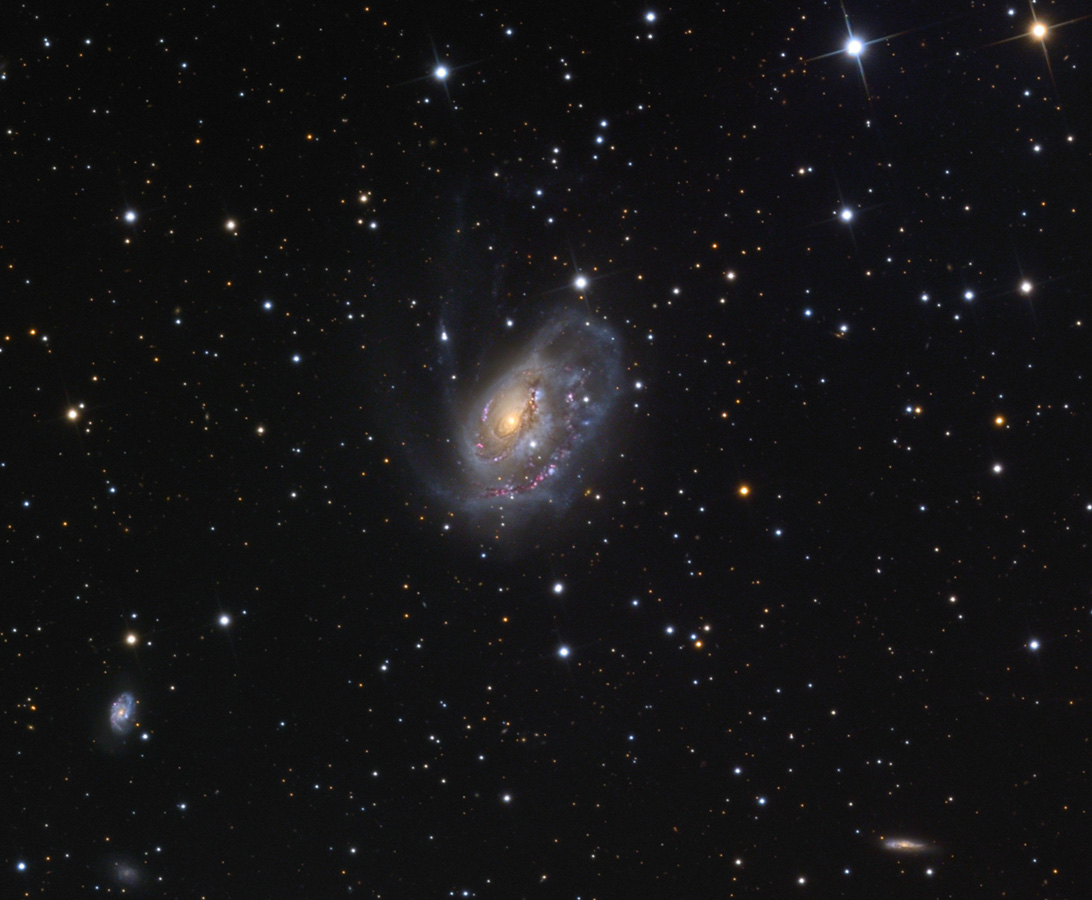

## وصلات خارجية
- إن جي سي 1961 على موقع ويكي سكاي: DSS2, SDSS, GALEX, IRAS, Hydrogen α, X-Ray, Astrophoto, Sky Map, Articles and images

## اقرأ أيضا

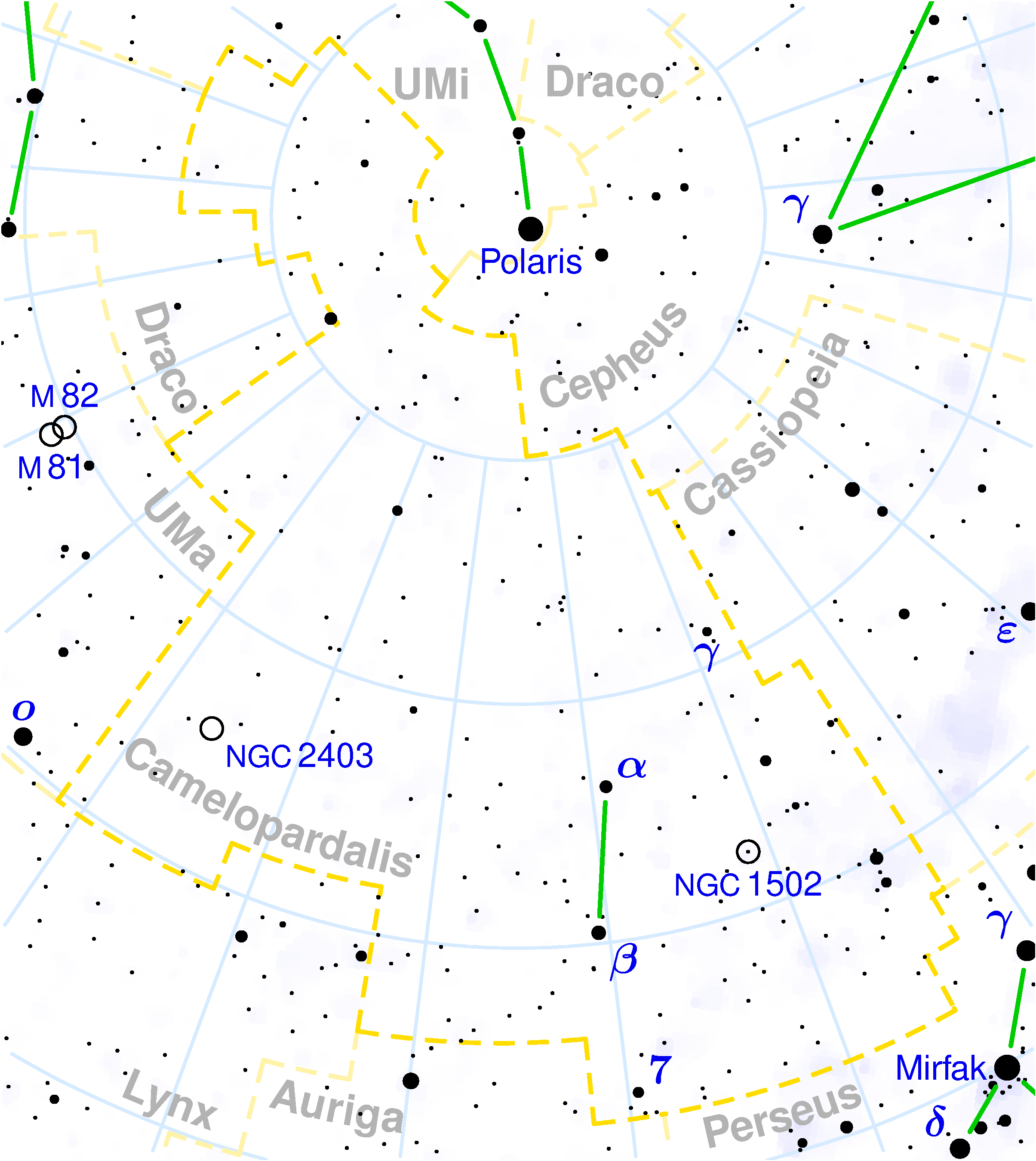
كوكبة الزرافة

- المجرة
- قزم أبيض
- عملاق أحمر
- الانفجار العظيم
- خط زمني للانفجار العظيم
- نجم نيوتروني
- ثقب أسود
- إن جي سي 1982
- إن جي سي 604
- إن جي سي 0051
- إن جي سي 0047
- إن جي سي 2403